# Ayegui

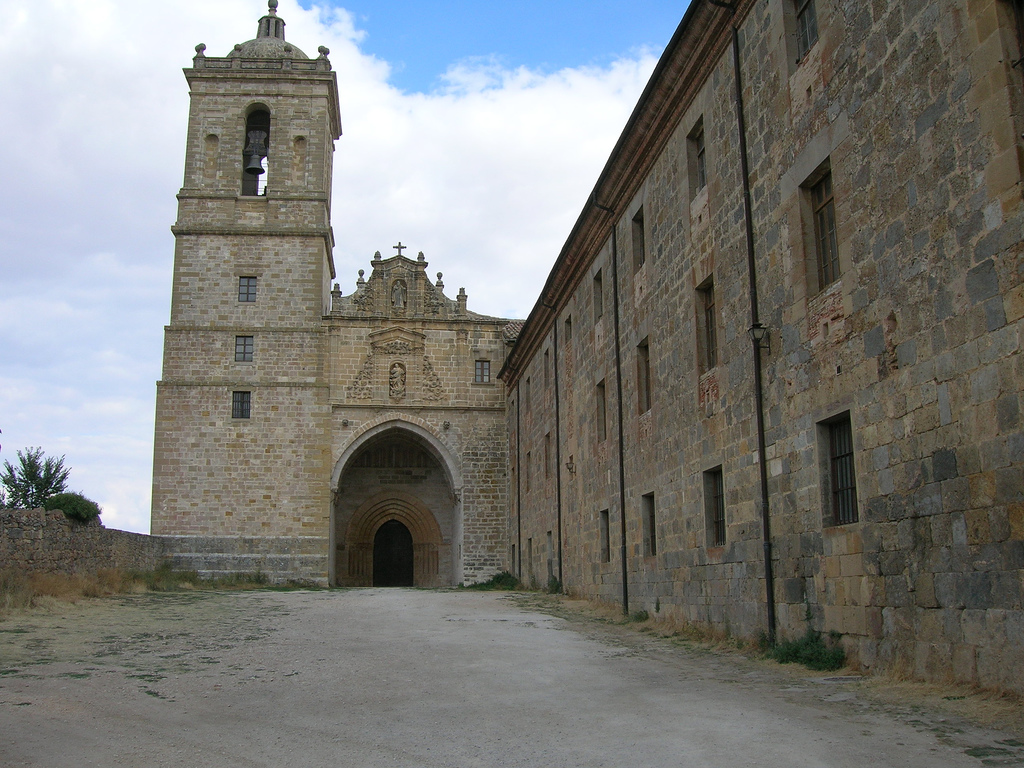
Monasterio de Irache

Ayegui (cooficialmente en euskera: Aiegi) es un municipio español de la Comunidad Foral de Navarra, situado en la merindad de Estella, en la comarca de Estella Oriental y a 45,5 km de la capital de la comunidad, Pamplona. Su población en 2017 fue de 2346 habitantes (INE).

## Demografía
Ayegui cuenta con una población de 2550 habitantes (INE 2024).
| Gráfica de evolución demográfica de Ayegui/Aiegi entre 1842 y 2021 |
| |
| Población de derecho según los censos de población del INE Población de hecho según los censos de población del INEEn estos censos se denominaba Ayegui: 1842, 1857, 1860, 1877, 1887, 1897, 1900, 1910, 1920, 1930, 1940, 1950, 1960, 1970, 1981, 1991 y 2001 |

## Cultura

### Patrimonio
- Monasterio de Irache: es un conjunto monasterial situado al pie de Montejurra y está formado por un conjunto de edificios que se han ido añadiendo a través del tiempo, esto hace que sean de diversos estilos. Sus orígenes se remontan al siglo VIII y algunos edificios actuales guardan partes del siglo XI. Fue regentado por los benedictinos.

Es uno de los conjuntos monumentales más importante de la Comunidad Foral de Navarra en el que destaca la iglesia románica del siglo XII, el claustro plateresco y la torre herreriana. Se sitúa a pies del Camino de Santiago y cerca de Estella.
Los primeros documentos en que se hace referencia a Irache datan del año 958. Su situación al borde del Camino de Santiago y la fundación de un hospital jacobeo, el primero de Navarra, por orden del rey del reino de Pamplona-Nájera García Sánchez III, el de Nájera, le dio gran relevancia a principios del siglo XI.
En el siglo XVI se incorpora a la congregación benedictina de Valladolid con lo que vuelve a retomar parte de su antiguo esplendor, es entonces cuando se construye el claustro y su puerta de acceso desde la iglesia. En el siglo XVII se construyó otro claustro, el llamado nuevo, y la torre.
Ha tenido diferentes usos en su larga historia, desde hospital jacobeo hasta parador, después de quedar libre en 1985 siendo universidad entre 1569 y 1824 y hospital de sangre durante las guerras carlistas para pasar a ser colegio religioso y después de su cierre, parador nacional.
- Iglesia de San Martín: es un edificio de una sola nave rectangular con bóveda de lunetos y dos capillas laterales de estilo neoclásico. Fue construido en el siglo XVIII, aunque conserva elemento de una construcción anterior del siglo XVII como la torre campanario, la portada de ingreso y la bóveda de aristas que cubre la cabecera del templo. A principios del siglo XX se le añadió una capilla de planta rectangular. De su interior destaca el retablo mayor romanista de finales del siglo XVI, un Cristo crucificado gótico de 1400, un San Martín de Tours rococó de la segunda mitad del siglo XVIII y una imagen de la Virgen con el Niño del siglo XIV.[6]
- Ermita de San Cipriano
- Fuente del vino: se sitúa junto al muro de las Bodegas Irache que da al Camino de Santiago y es conocida como Fuente del Vino o Fuente de Irache. La fuente está construida en piedra de sillería y posee dos caños: uno de agua fresca y otro de vino, para que los peregrinos repongan las necesarias fuerzas para continuar con su peregrinar. Además tiene inscritas dos leyendas: "A beber sin abusar te invitamos con agrado. Para poder llevar el vino ha de ser compadro" y "Peregrino si quieres llegar a Santiago con fuerza y vitalidad de este gran vino echa un trago y brinda por la felicidad".

### Fiestas
Sus fiestas patronales se celebran del 31 de agosto al 4 de septiembre.

## Personalidades célebres
Javier Martínez, es una de las celebridades de Ayegui. El es exjugador del Athletic club de Bilbao y Bayer de Múnich CF.